# التنسيقية الوطنية للأساتذة وأطر الدعم الذين فرض عليهم التعاقد
التنسيقية الوطنية للأساتذة وأطر الدعم الذين فرض عليهم التعاقد، (سابقا، التنسيقية الوطنية للأساتذة الذين فرض عليهم التعاقد) (اختصارا CNPCSCC) هو إطار تنسيقي في المغرب بين الأساتذة الذي تم تشغيلهم ابتداء من سنة 2016، السنة التي سنت فيها حكومة تصريف الأعمال المغربية قانون التشغيل بالتعاقد. تأسس الإطار يوم 4 مارس 2018، ومنذ ذلك الحين قاد مجموعة من الاحتجاجات الكبرى من أجل إلغاء هذا النمط من التشغيل.

## خلفية
منذ بداية الثمانينات، تبنت الدولة المغربية سياسة التقويم الهيكلي التي فرضها صندوق النقد الدولي، وهي مجموعة من التغييرات البنيوية في الدولة، والتي تهدف إلى خوصصة القطاعات العمومية وتقليص النفقات على الخدمات الإجتماعية، مما أدى إلى ردود فعل من قبل المجتمع المغربي تمثلت في انتفاضة 1984 بالمغرب وغيرها. وقد كان لقطاع التعليم النصيب الأكبر من هذه السياسات ، حيت وضعت الحكومة المغربية سنة 1999 الميثاق الوطني للتربية والتكوين الذي ينص في بنده 135 على «تنويع أوضاع المدرسين الجدد من الآن فصاعدا بما في ذلك اللجوء إلى التعاقد على مدد زمنية تدريجية قابلة للتجديد على صعيد المؤسسة والأقاليم والجهات»  في إشارة واضحة على تبني مخطط التشغيل التعاقد. تمخض عن ذلك إصدار القانون المحدث للأكاديميات الجهوية سنة 2002، وفي سنة 2009 جاء المخطط الاستعجالي ليؤكد على نفس التوجه وذلك حين نص في بنوده على أن «تتم مراجعة أشكال التوظيف، إذ ستجري على مستوى كل أكاديمية على حدة وفق نظام تعاقدي على صعيد الجهة» مما يعني تراجعا كليا عن الوظيفة العمومية. في سنة 2014، صرح رئيس الحكومة المغربية عبد الإله بنكيران في مستهل حديثه عن إستراتيجية حكومته في العمل بأنه «حان الوقت لكي ترفع الدولة يدها عن مجموعة من القطاعات الخدماتية، مثل الصحة والتعليم، فلا يجب أن تشرف على كل شيء، بل ينبغي أن يقتصر دورها على منح يد العون للقطاع الخاص الراغب في الإشراف على هذه الخدمات» وفي سنة 2015 أعلن المجلس الأعلى للتعليم في المغرب عن الرؤية الإستراتيجية للإصلاح 2015 - 2030 والتي ضمنها بنودا تصرف توجه الدولة نحو أجرأة مخطط التعاقد، تلا ذلك القانون الإطار سنة 2017 الذي تضمن في المادة 35 منه على «تنويع طرق التوظيف والتشغيل لولوج مختلف الفئات المهنية، بما فيها آلية التعاقد». وفي أكتوبر 2016 صدر المقرر المشترك بين وزارة التربية الوطنية والتكوين المهني ووزارة الاقتصاد والمالية بشأن توظيف الأساتذة بموجب عقود مع الأكاديميات الجهوية، باعتبارها مؤسسات عمومية ذات شخصية معنوية واستقلال المالي، وكان بمثابة الإعلان الرسمي عن اعتماد التعاقد بشكل فعلي، حيت تم إلغاء التوظيف العمومي في قطاع التعليم، وفي يومي 25 و 26 نونبر 2016 أجرت وزارة التربية الوطنية أول مباراة للتشغيل بموجب عقود.

## الاحتجاجات المبكرة ضد مخطط التعاقد
خاضت عدة أفواج من الأساتذة المتدربين احتجاجات ضد حكومة عبد الإله بنكيران خلال السنوات 2015 و 2016 بعد ظهور بوادر إلغاء الوظيفة العمومية ورفع الدولة يدها عن قطاع التعليم. فمنذ سنة 2013 اعتمدت الحكومة المغربية برنامجا لتكوين الأساتذة للعمل في القطاع الخاص أو الترشح لمباراة التعليم العمومي، وتم كذلك تعويض أجرة الأستاذ المتدرب وتعويضها بمنحة شهرية، وكان ذلك بمثابة فصل بين التكوين والتوظيف.

### تنسيقية 10 الاف إطار
وقعت الحكومة المغربية اتفاقا سنة 2007 مع ممثلي مؤسسات التعليم الخاص بالمغرب، التزمت فيه الحكومة بتكوين الآلاف من خريجي المدارس العليا للأساتذة لهدف «تكوين المجازين الغير موظفين بغية إدماجهم في قطاع الشغل، وبالضبط في القطاع الخاص»، لكن القطاع الخاص تنصل من الإتفاقية، الشيء الذي رفضه الأطر المعنيون، وأسسوا تنسيقيتهم للمطالبة بالإدماج في الوظيفة العمومية. وقد دخلوا في معارك نضالية طوال سنتي 2016 و2017  وبعد أخذ ورد مع الحكومة بوساطة من النقابات، اقترحت الحكومة ما أسمته مباراة «العقدة النموذجية» التي سيتم بمقتضاها تشغيل أطر هذه الفئة بعقد لمدة سنتين قابلة للتجديد، لكن التنسيقية رفضت هذه المبادرة وأعلنت مقاطعتها 

### تنسيقية الأساتذة المتدربين
تأسست التنسيقية سنة 2016 من قبل مجموعة من الأساتذة المتدربين بالمراكز الجهوية للتربية والتكوين، الذين رفضوا مبدأ فصل التكوين عن التوظيف. وقد جوبهت احتجاجاتهم بقمع عنيف من قبل أجهزة الأمن. وبعد اتفاق مع وزارة الداخلية المغربية، قامت وازرة التربية الوطنية بتوظيف الفوج باستثناء عدد ممن تم ترسيبهم.

### تنسيقية 25 ألف إطار
تكونت هذه التنسيقية سنة 2017 من أطر حاصلين على شواهد جامعية، وعدتهم الحكومة بمناصب شغل في القطاعين العام والخاص. لكن الحكومة أخلفت وعدها بتشغيلهم، فكونوا تنسيقية 25 ألف إطار وسطروا عدة برامج نضالية طوال سنتي 2017 و 2018، وأعلنوا مقاطعتهم لأي توظيف بالتعاقد.

## تأسيس التنسيقية الوطنية
أعلنت وزارة التربية الوطنية عزمها تنظيم أول مباراة للتشغيل بالتعاقد في نونبر 2016،  وقد وقع الأساتذة عقودا بينهم وبين الأكاديميات الجهوية من أجل تشغيلهم لسنة واحد قابلة للتجديد، وتضمن بنودا وصفت من قبل العديد من القانونيين والسياسيين المعارضين بأنها بنود عقد إذعان وسخرة  واستغلالا لوضعية الشباب الهشة داخل المجتمع والذي يعاني من البطالة،  كما نصت بنود العقد على حرمان الأساتذة المتعاقدين من حق التغيب عن العمل لأسباب صحية، وحقهم في الإضراب والاحتجاج، وكذا من الضمانات التأديبية في حال تعرضوا لشطط في استعمال السلطة أو كانوا ضحية تقرير كيدي. كما عانى الأساتذة من ضروب من المعاملة السيئة من قبل رؤساءهم في العمل، إذ كانوا معرضين تحت أي ذريعة ولسبب أو بدونه للطرد من العمل دون إشعار أو تعويض، كما تم إخضاعهم لتكليفات تعسفية من مديريات لأخرى مما اضطرهم لتغيير أماكن إقامتهم عدة مرات في الموسم الدراسي الواحد، بالإضافة إلى تحميلهم أداء مسؤوليات وأعباء اضافية ليست ضمن العقود التي وقعوها. وبعد موسم دراسي سجلت خلاله عدة مضايقات وتعامل تمييزي ضد الأساتذة المتعاقدين، طفت على السطح بوادر إنشاء تنسيقية وطنية تدافع عن مصالح الأساتذة المتعاقدين وترفع عنهم الحيف والظلم، وقد عجل بذلك حادثة طرد أستاذين متعاقدين بكل من مديرية زاكورة ومديرية بولمان، لتتأسس بذلك التنسيقية الوطنية للأساتذة الذين فرض عليهم التعاقد بتاريخ 4 مارس 2018، والتي صرحت في بيانها التأسيسي بأن هدفها «الترسيم مع الرفض التام لأي قانون إطار خارج أسلاك الوظيفة العمومية، مع تحسين ظروف التكوين»  مع دعوتها “باقي الأقاليم المتبقية بالإسراع في انتخابهم ممثليهم في المجلس الوطني الذي سيعقد جمعه الثاني بمدينة الرباط يوم 1 أبريل” 
- بيان تأسيس التنسيقية الوطنية للأساتذة الذين فرض عليهم التعاقد في 4 مارس 2018

## هياكل التنسيقية
تتميزالتنسيقية الوطنية للأساتذة وأطر الدعم الذين فرض عليهم التعاقد بكونها تنظيما أفقيا غير هرمي، حيث يتم اتخاذ القرار عن طريق الجموعات العامة التي يحضرها الأساتذة وأطر الدعم، ولها هياكل تنظيمية تقوم بهمام مختلفة يعمل فيها الأعضاء بشكل تطوعي، وتتكون الهياكل التنظيمية للتنسيقية من:
- ممثلي المؤسسات
- جمع عام إقليمي
- مجلس إقليمي
- مكتب إقليمي
- مجلس جهوي
- مكتب جهوي
- المكتب التنفيذي
- المجلس الوطني

## احتجاجات سنة 2018
في البداية، اقتصرت احتجاجات الأساتذة المتعاقدين الذين كان عددهم 55 ألفا على خطوات لا تؤثر على السير العادي للدراسة، كخطوة حمل الشارات الحمراء كتعبيرعن رفضهم لهذا النمط من التوظيف، والاحتجاج في الشارع أيام العطل، كمشاركتهم في احتجاجات عيد العمال في فاتح ماي 2018 ، لكن وزارة التربية الوطنية لم تكن تبدي عن أي نية للحوار أو الاستجابة لمطالب هذه الفئة. وقد أعلنت التنسيقية عن أو مسيرة وطنية لها يوم 6 ماي 2018 تحت شعار «مسيرة الكرامة»  وعن أول اضراب وطني عام لها يوم 22 أكتوبر 2018. في 23 يونيو من نفس السنة جسد الاساتذة مسيرة وطنية بمدينة مراكش تحت شعار «الإصرار والثبات» تزامنا مع انعقاد منتدى الأمم المتحدة حول الوظيفة العمومية بنفس المدينة. وفي 29 و 30 غشت خاض الأساتذة اعتصاما أمام البرلمان بالعاصمة المغربية الرباط للمطالبة بالإدماج في أسلاك الوظيفة العمومية واسقاط مخطط التعاقد وإعادة الأساتذة المطرودين من العمل. وفي 29 أكتوبر قادت التنسيقية الوطنية انزالا وطنيا بمدينة الدار البيضاء تحت عنوان «مسيرة الوفاء» ضد مخطط التعاقد وللمطالبة بإعادة الأساتذة المطرودين والمرسبين منذ سنة 2015،  وقد شهدت المسيرة تدخلا من قبل قوات الأمن.
في أواخر 2018، دخلت التنسيقية الوطنية للأساتذة الذين فرض عليهم التعاقد في مجموعة من الإضرابات والمسيرات على مستوى أقاليم وجهات المغرب احتجاجا على عدم استجابة وزارة التربية الوطنية لمطالبهم.

## احتجاجات سنة 2019
شهدت سنة 2019 دينامية نضالية كبيرة وأشكال احتجاجية متنوعة.

### معركة الأجور والحق في العطلة
استهلت تنسيقية الأساتذة الذين فرض عليهم التعاقد السنة الجديدة ببلاغ في يناير لمقاطعة التكوينات، احتجاجا على خرق الأكاديميات لبنود العقد الذي يربطها بالأساتذة، حيت لم يحصل فوج كامل من الأساتذة على رواتبهم، بالإضافة للإقتطاعات التي تمت على رواتب أساتذة اخرين وكذلك للمطالبة بحقهم في العطلة.

### ملحقات العقود والمعركة المفتوحة
في بداية شهر فبراير قامت بعض الأكاديميات الجهوية بدعوة الأساتذة لتوقيع ملحقات العقود، التي بموجبها يتم تجديد عقدهم مع الأكاديميات تحت مسمى النظام الأساسي لأطر الأكاديميات. رفضت التنسيقية الوطنية هذا الإجراء ودعت في بيان وطني إلى مقاطعة التوقيع على ملحقات العقود، ودشنت اضرابا وطنيا لأربعة أيام، وانزال وطني تزامنا مع الذكرى الثامنة لانطلاق حركة 20 فبراير، لكنه قوبل بالقمع من قبل القوات الأمنية خلف عددا من الجرحى في صفوف المدرسين.
رفع المدرسون المنضوون تحت لواء التنسيقية الوطنية للأساتذة الذين فرض عليهم التعاقد شعار «الإدماج أو البلوكاج»، وأعلنوا عن اضراب لمدة أسبوع من 3 إلى 9 مارس 2019، تم فيه خوض معتصمات على مستوى جهات ومسيرات على مستوى أقاليم المغرب. وقد قامت التنسيقية بتمديد الإضراب لأسبوع إضافي احتجاجا على تجاهل الوزارة لمطالبهم، وعلى وقف صرف رواتب فوج 2016. وبعد دخول الإضراب أسبوعه الثاني، سعت الوزارة لتدارك الموقف، عبر استقدام غرباء عن الجسد التعليمي ليعوضوا الأساتذة المضربين عن العمل. كما لجأت مراكز تكوين الأساتذة إلى إجبار الأساتذة المتدربين على تعويض زملائهم الممارسين، الشيء الذي رفضه المتدربون، وإثر ذلك دعا المجلس الوطني للتنسيقية الوطنية للأساتذة الذين فرض عليهم التعاقد الأساتذة المتدربين إلى مقاطعة كافة التكوينات بالمراكز.
صعد الأساتذة من نضالهم ردا على مطالبة الأكاديميات الجهوية لهم بتوقيع ملحقات العقود، فأعلنوا عن تمديد الاضراب وطني لأسبوع اخر من 18 إلى 24 مارس 2019 مع خوض اعتصام بمدينة الرباط لثلاثة أيام. وقد خلدت التنسيقية الوطنية ذكرى أحداث 23 مارس 1965 بمسيرة ليلية أمام البرلمان المغربي. وقد تعرضت مسيرة 23 مارس 2019 إلى قمع عنيف من قبل الشرطة لمنع المتظاهرين من الوصول والإعتصام أمام البرلمان. كما تعرض معتصم الأساتذة في اليوم الموالي إلى هجوم من قبل الشرطة الذين استعملوا العصي وخراطيم المياه من أجل تفريق الحشود، وقد سقط العشرات من الجرحى من جانب الاساتذة نتيجة للقمع الذي تعرض له اعتصامهم.
وردا على ما تعرض له المدرسون من ضرب وملاحقة في الشوارع، قررت التنسيقية الوطنية تمديد الإضراب الوطني لأسبوع اخر. وردا على تمديدهم الإضراب للأسبوع الرابع على التوالي، توعد وزير التعليم آنذاك سعيد أمزازي الأساتذة بالطرد من العمل  وقد شرعت الأكاديميات الجهوية في مراسلة المديريات الإقليمية من أجل الشروع في فصل المدرسين المضربين.
دعا بيان التنسيقية الوطنية بتاريخ 31 مارس إلى تمديد الإضراب إلى 14 أبريل للمرة الخامسة على التوالي، احتجاجا على رفض الوزارة فتح باب الحوار،  ونظمت مسيرة ضخمة في الرباط يوم 8 أبريل واعتصام يوم 9 أبريل أمام مبنى الوزارة، ومسيرة أخرى يوم 10 أبريل. وعقدت لجنة حوار التنسيقية الوطنية مجموعة مع اللقاءات مع الفرقاء السياسيين والنقابات وئلك لأجل الوساطة بينهم وبين وزارة التربية الوطنية من أجل حلحلة الملف، وتكلل ذلك بحوار مباشر مع وزارة التربية الوطنية، نتج عنه تعليق الإضراب. لكن الإجراءات الزجرية التي شنتها بعض الأكاديميات والمديريات ضد الأساتذة المضربين دفع بالتنسيقية إلى تمديد الإضراب لأسبوع اخر لغاية 25 أبريل ثم تمديد جديد إلى 28 أبريل، وعاد الأساتذة للاحتجاج بمدينة الرباط لستة أيام متتالية. وقد جوبهت هذه المسيرات والإعتصامات بالقمع من طرف القوات العمومية، ما أدى إلى اصابة العشرات من الأساتذة،  من بينهم إصابة خطيرة لوالد أحد الأستاذات (عبد الله حجيلي)، نقل على اثرها للمستشفى.
في ماي من نفس السنة، دخلت التنسيقية الوطنية للأساتذة الذين فرض عليهم التعاقد بعد 55 يوما من الإضراب وبعد وساطة من النقابات والجمعيات الحقوقية في حوار مع وزارة التربية الوطنية، بعد تعليقهم للإضراب.
أعلنت السلطات الصحية في 25 ماي عن وفاة عبد الله حجيلي متأثرا بجراحه،  وأعلن الأساتذة عن اضراب عام لثلاثة أيام حدادا على روحه، وتوجهوا صوب مدينة آسفي، مسقط رأس عبد الله حجيلي ليشاركوا في تشييع جنازته. ويوم السيت 20 يوليوز 2019 أعلنت التنسيقية عن مسيرة الوفاء بمدينة مراكش، والتي حضر اليها الالاف من الأساتذة من كافة مناطق المغرب.
في صيف 2019، قامت عدة مراكز تكوين بترسيب عدد من الأساتذة المتدربين في إجراء وصفته التنسيقة الوطنية في بيانها بتاريخ 8 غشت ب«الإنتقامي» ، كما قامت الشرطة بمدينة آسفي باستدعاء أستاذة بتهمة التحريض على المشاركة في مسيرة غير مرخص لها، كما تلقى عدد من الأساتذة استدعاءات مماثلة من قبل الأمن تتعلق باحتجاجاتهم ضد مخطط التعاقد. كما تواصلت الإقتطاعات من أجور الأساتذة الذين جسدوا الإضرابات طوال فصل الصيف، ما أدى بالمجلس الوطني للتنسيقية الوطنية إلى الإعلان عن مسيرة جديدة بالعاصمة الرباط يوم فاتح شتنبر 2019 تزامنا مع بدء الموسم الدراسي الجديد،  وعن اضراب عام يومي 23 و 24 أكتوبر ومظاهرات على مستوى الجهات والأقاليم.
وفي 3 و 4 دجنبر من نفس السنة جسدت التنسيقية اضرابها الثاني في هذا الموسم، وجسدت أشكالا نضالية،  وذلك رفضا لمخطط التعاقد ومطالبة بالوظيفة العمومية وكذلك ضد المضايقات التي تعرض لها عدد من الأساتذة والأستاذات.

## احتجاجات سنة 2020
افتتح التنسيق الوطني السنة الجديدة بإضراب وطني يومي 2 و 3 يناير ضدا في الاقتطاعات الكبيرة التي طالت أجور المدرسين، ليليه اضراب اخر لأربعة أيام في الشهر نفسه، ومسيرة وطنية بمدينة الدار البيضاء يوم 29 يناير 2020. شارك الالاف من الأساتذة في المسيرة، وقامت قوات الأمن بإنزال كثيف من أجل تطويقها.
أعلنت التنسيقية الوطنية للأساتذة الذين فرض عليهم التعاقد عن إضراب عام أيام 19 و 20 و 21 و 22 فبراير من نفس السنة، مع الإعلان عن أربع مسيرات قطبية يوم 20 فبراير في كل من مدينة إنزكان ومراكش وفاس وطنجة، تخليدا للذكرى العاشرة لحركة 20 فبراير. وردا على هذه المسيرات قامت وزارة التربية الوطنية بإصدار بلاغ تعلن فيه تعليق الحوار مع التنسيقية الوطنية للأساتذة الذين فرض عليهم التعاقد.
وفي مارس 2020 علقت التنسيقية الوطنية برامجها النضالية بسبب تفشي فيروس كورونا وإعلان الحكومة المغربية حالة الطوارئ الصحية، وانتقدت التعليم عن بعد نظرا لعدم توفير الوزارة امكانيات التعلم للطبقات الفقيرة.
استمرت الإستدعاءات في حق عدد من الأساتذة من قبل الشرطة من أجل التحقيق، وتمت متابعة عدد منهم أمام المحاكم. واعتقلت السلطات مجموعة من الأساتذة في صيف 2020 ما اعتبرته التنسيقية الوطنية استغلالا لحالة الطوارئ الصحية من أجل تصفية الحسابات معها.

وتزامنا مع بداية الموسم الدراسي الجديد أصدرت التنسيقية الوطنية للأساتذة الذين فرض عليهم التعاقد بيانا تنتقد فيه فشل الوزارة في تدبير قطاع التعليم وغياب وسائل الوقاية من فيروس كورونا، ورفض الوزارة الجلوس لطاولة الحوار، معلنة عن إضراب عام ليومين في شهر أكتوبر احتجاجا على محاكمة أحد المدرسات.
- بيان الدخول المدرسي 2020 - 2021

تعرضت المظاهرات التي نظمها الأساتذة موازاة مع الإضراب لقمع عنيف من قوى الأمن، وبالخصوص في مدينة طرفاية جنوب المغرب التي سقط فيها عدد من الجرحى في صفوف الأساتذة.
وقد صعدت التنسيقية من اضراباتها في نونبر ودجنبر من نفس السنة، وذلك بالإعلان عن اضراب لثمانية أيام (3 و 4 و 5 و6 و7 نونبر و 1 و 2 و 3 دجنبر 2020)، احتجاجا على المضايقات التي يتعرض لها الأساتذة والمحاكمات الصورية في حقهم،  وكذلك للمطالبة بالإدماج في الوظيفة العمومية،  وخرجوا للشارع من أجل الاحتجاج في جل المدن المغربية. وقامت السلطات الأمنية بقمع هذه المسيرات ومطاردة المدرسين المحتجين في الشوارع، ومنع الأساتذة من دخول المدن المحتضنة لهذه المظاهرات. وردت التنسيقية على هذا التعاطي القمعي بإضراب عام عن العمل أيام 29 و 30 و 31 دجنبر 2020.

## احتجاجات سنة 2021
تجاوز عدد الأساتذة المشتغلين بنظام التعاقد 100 ألف و 2000 من أطر الدعم، ودشنت التنسيقية الوطنية للأساتذة الذين فرض عليهم التعاقد هذه السنة بإضراب وطني لثلاثة أيام في يناير ومسيرتين بمدينة الدار البيضاء وإنزكان رغم صدور قرار المنع من السلطات ، وتعرضت هذه المسيرات لقمع عنيف من قوات الأمن وتسبب في إصابة العشرات من الأساتذة بجروح متفاوتة الخطورة.
نقلت التنسيقية الوطنية معركتها في شهر فبراير إلى داخل المؤسسات التعليمية وأعلنت عن «معركة المؤسسات» وقام المدرسون باعتصامات من داخل المدارس لأربعة أيام متتالية  كما قاموا باعتصامات أمام الأكاديميات الجهوية.

أعلن الأساتذة عن إضراب جديد في 3 و 4 مارس، وخرجوا إلى الشارع في مسيرات بمختلف أقاليم وجهات المغرب. وأعلنوا عن مسيرات احتجاجية وطنية بالرباط يومي 16 و 17 مارس، وقبيل يوم الاحتجاج، قامت السلطات بحملة تمشيط واقتحام الفنادق والشقق التي قام الأساتذة بحجزها،  كما منعت السلطات الأساتذة من دخول مدينة الرباط عبر وضع حواجز تفتيش في محطات الحافلات والقطارات، وتم نقلهم الأساتذة الذين قبض عليهم إلى مخافر الشرطة. وأثناء المسيرة تعرض المتظاهرون لقمع شديد من قبل قوات الأمن المغربي  وبلطجية محسوبين على وزارة الداخلية،  واعتقل العشرات من الأساتذة،  كما كانت هناك شهادات لأساتذة تعرضوا لسوء المعاملة وأستاذات تعرضن للتحرش الجنسي من قبل عناصر من الأمن. واستنكرت عدة منظمات حقوقية الإعتداء على المتظاهرين السلميين. 
- تقرير عن الإنتهاكات التي تعرض لها الأساتذة خلال انزالهم الوطني بالرباط أيام 15 و 16 و 17 مارس

دعت التنسيقية الوطنية عموم المدرسين والمدرسات إلى إضراب عن العمل أيام 22 و 23 و 24 مارس ردا على القمع والمحاكمات الصورية والتضييقات ضد الأساتذة  وخاضت عدة مسيرات وأشكال نضالية في عدة مدن مغربية. كما أعلنت عن إضراب عام امتد من 5 إلى 8 أبريل ومن 22 إلى 24 أبريل، مع الدعوة لمسيرة وطنية بمدينة الرباط يوم 6 و 7 أبريل. وقد حاصرت القوات الأمنية المسيرة واستعملت القوة المفرطة من أجل تفريقها، ما أدى لسقوط العشرات من الجرحى وإصابات متفاوتة الخطورة،  كما اعتقلت القوات الأمنية عشرات الأساتذة ونقلتهم إلى مخافر الشرطة. وقد انتقدت منظمة العفو الدولية التعاطي الأمني مع هذه الاحتجاجات ودعت الدولة المغربية إلى إطلاق سراح الأساتذة المعتقلين. وحسب تقرير المنظمة وشهادة محامي الأساتذة فقد تعرض المدرسون المعتقلون لممارسات مهينة وتعذيب وتم تفتيشهم بشكل حاط من الكرامة الإنسانية.
أصدرت التنسيقية الوطنية بيانا تمدد فيه الإضراب ليومين اضافيين وتمديد الإنزال وطني بالرباط لليوم الثالث على التوالي، من أجل اطلاق سراح زملائهم المعتقلين،  لكن أجهزة الأمن هاجمت المتظاهرين وأوقعت من بينهم عشرات الجرحى، بعض منهم أصيب بجروح خطيرة ، وقد بلغ عدد المدرسين الذين تم اعتقالهم 60 مدرسا  تابعت المحكمة 20 منهم في حالة سراح.
أعلن الأساتذة المنضوون تحت لواء التنسيقية الوطنية للأساتذة الذين فرض عليهم التعاقد عن اضراب عام عن العمل يوم 13 أبريل 2021 ضدا على المحاكمات الصورية في حق زملائهم. وسطروا اضرابا اخر من 22 إلى 26 من نفس الشهر تخليدا للذكرى الثانية للشهيد عبد الله حجيلي، وتنديدا بالمحاكمات الصورية لمجموعة من الأساتذة. كما أعلنوا عن اضراب جديد أيام 19 و 20 ماي و26 و 27 ماي تزامنا مع محاكمة الأساتذة، وسطروا مسيرة وطنية بمدينة مراكش يوم 13 يوليوز لكن المسيرة تعرضت لحصار أمني من قبل القوات العمومية التي انتشرت بمكان انطلاق المسيرة بأعداد كبيرة.
افتتح المدرسون سنتهم الدراسية الجديدة في شتنبر بحمل الشارات السوداء احتجاجا على الأوضاع التي آلت إليها المدرسة العمومية وقطاع التعليم عموما، وأعلنوا عن اضراب عام عن العمل يومي 15 و 16 شتنبر و 23 و 24 و 25 شتنبر  وعن مظاهرات ووقفات احتجاجية تزامنا مع الإنتخابات البرلمانية  وعن مسيرات احتجاجية على مستوى الأقاليم وجهات المغرب أيام الإضراب.  ونتيجة لتواصل الإقتطاعات من أجور الأساتذة واستمرار المحاكمات الصورية في حقهم والحظر العملي المفروض على نضالات التنسيقية   ، صعدت التنسيقية الوطنية للأساتذة الذين فرض عليهم التعاقد من احتجاجاها بالإعلان عن اضراب وطني لعشرة أيام في شهر أكتوبر والخروج للشارع أيام الاضراب،  وعن انزال وطني في مدينة الرباط يومي 14 و 15 أكتوبر.   وقد تعرضت هذه الاحتجاجات لقمع عنيف من قبل الشرطة، ما أدى لإصابة عدد من الأساتذة بجروح متفاوتة الخطورة.  كما تم اعتقال العشرات من الاساتذة ونقلهم إلى مخافر الشرطة للتحقيق. 
- بيان تنديدي بالقمع والإعتقالات التي تعرض لها الأساتذة بمدينة الرباط أثناء انزالهم الوطني يومي 14 و 15 أكتوبر 2021

وفي يوم 16 نونبر 2021، خرج المدرسون في احتجاجات كبيرة بمدينتي فاس ومراكش للمطالبة بإسقاط مخطط التعاقد والإدماج في أسلاك الوظيفة العمومية ووقف زحف القطاع الخاص على الوظيفة العمومية، وكذلك بإطلاق سراح الاساتذة المتابعين في المحاكم وإرجاع الأساتذة المطرودين والمرسبين.    وفي شهر دجنبر أعلن المجلس الوطني للتنسيقية الوطنية عن اضرابات دورية طوال شهر دجنبر وعن مسيرات احتجاجية يوم 28 من الشهر نفسه شارك فيها الالاف من الأساتذة بكل من أكاديرو بني ملال ووجدة وطنجة.     
في هذه السنة استطاع الأساتذة الذين فرض عليهم التعاقد انتزاع مطلب إلحاقهم بالصندوق المغربي للتقاعد، الصندوق المخصص لموظفي القطاع العام،  لكنهم انتقدوا بشدة الطريقة البيروقراطية التي تم بها هذا الإلحاق. كما تمكنت التنسيقية الوطنية للأساتذة الذين فرض عليهم التعاقد من تحقيق مكسب الحركة الإنتقالية الوطنية، حيت صار بإمكان الأساتذة والأطر المتزوجين الإلتحاق بأزواجهم بالجهات الأخرى، بعدما كانوا محبوسين داخل جهاتهم لسنوات. لكن التنسيقية الوطنية أكدت على أن مطلبها هو أن تكون الحركة الوطنية حقا لجميع الأساتذة وأطر الدعم. 

## احتجاجات سنة 2022
فاق عدد الأساتذة وأطر الدعم الذين يشتغلون بنظام التعاقد 120 ألف، ودشنت التنسيقية الوطنية للأساتذة الذين فرض عليهم التعاقد في يناير برنامجها النضالي بإضراب عام عن العمل يوم 13 يناير 2022 تزامنا مع المحاكمة الصورية لأحد الأساتذة. كما دعت إلى اضراب وطني اخر من 17 إلى 22 يناير من نفس الشهر وخرج الأساتذة في اعتصامات ومظاهرات ووقفات في جل مدن المغرب    
دعت وزارة التربية الوطنية، عبر أحد النقابات، التنسيقية الوطنية للأساتذة الذين فرض عليهم التعاقد إلى جلسة حوار يوم 31 يناير 2022، الشيء الذي استجابت له لجنة الحوار والتواصل للتنسيقية،  لكن هذه الحوارات لم تسفر عن أي تفاهم بين الطرفين، واتهمت التنسيقية في بيان لها بتاريخ 19 فبراير 2022 الوزارة بالهروب إلى الأمام عبر نهج سياسة الحوارات الماراطونية الطويلة الأمد، الغرض منها إطالة أمد التفاوض وكسب المزيد من الوقت لتنزيل مخططات جديدة. وقد أعلنت التنسيقية في البيان نفسه عن رفضها المشاركة في بناء أي حل خارج أرضية اسقاط مخطط التعاقد وإدماج كافة الاساتذة وأطر الدعم في أسلاك الوظيفة العمومية.  وفي نفس الشهر، تم عرض العشرات من الأساتذة وأطر الدعم أمام المحاكم أيام 3 و17 و24 بتهم تتعلق بخرق حالة الطوارئ   ما أدى بالمدرسين إلى الإعلان عن إضرابات عن العمل تزامنا مع هذه المحاكمات.
افتتح الأساتذة وأطر الدعم المنضوون تحت لواء التنسيقية الوطنية للأساتذة الذين فرض عليهم التعاقد شهر مارس بالإعلان عن إضراب وطني عن العمل لمدة أسبوع (28 فبراير إلى 6 مارس) مرفوق بإنزال وطني بمدينة الرباط لمدة ثلاثة أيام من 2 إلى 4 مارس،  وذلك للإحتجاج على عدم استجابة الوزارة الوصية على القطاع لملفهم المطلبي، وكذلك استمرار مسلسل المحاكمات الصورية والتضييقات التي تمارس على الأساتذة وأطر الدعم داخل المؤسسات التعليمية.   تعرض الأساتذة طوال ثلاثة أيام لقمع عنيف ومطاردات في الشوارع   نتج عنها إصابة العشرات من الأساتذة بجروح بعضها خطيرة ، وحملة اعتقالات طالت العشرات منهم،   مما أثار ردود فعل شعبية وحقوقية ونقابية غاضبة ضد التعاطي القمعي لإحتجاجات المدرسين.  ردت التنسيقية الوطنية على القمع الذي تعرضت له احتجاجاتها بتمديد الإضراب العام عن العمل ليشمل أيام 7 و 8 و 9 و 10 مارس،   وفي يوم 8 مارس خرج الالاف من الأساتذة بمختلف المدن المغربية للاحتجاج ضد مخطط التعاقد وضد القمع الذي تعرض له الأساتذة في الرباط، وفي 10 مارس نظم المدرسون وقفات احتجاجية أمام المحاكم الإبتدائية بمختلف أقاليم المغرب ضد المحاكمات الصورية في حق زملائهم.
في اليوم الموالي، أصدرت محكمة بالعاصمة الرباط أحكاما بالإدانة وغرامات في حق 45 أستاذا  وأصدرت التنسيقية في ذات اليوم بيانا تنديديا بالمحاكمات واصفا إياها بالصورية والجائرة في حق الأساتذة على خلفية نضالهم،  وتقرر على اثر ذلك تمديد الإضراب العام عن العمل لخمسة أيام إضافية مع الدعوة لجموع عامة إقليمية لبحث سبل الرد على هذه الأحكام، فتم تمديد الإضراب لأسبوع اخر من 16 إلى 20 مارس تنديدا بهذه الأحكام وعلى استمرار الأكاديميات الجهوية في استهداف الأساتذة المضربين عبر الإقتطاع من رواتبهم على رأس كل شهر،  وأعلنت التنسيقية الوطنية عن وقفات أمام المحاكم ومظاهرات بمختلف المناطق بالمغرب.  ردت الحكومة المغربية على إضرابات الأساتذة باستقدام الطلبة الجامعيين العاطلين عن العمل تحت مسمى «برنامج أوراش» من أجل تعويض الأساتذة المضربين.   
في أبريل، دعت التنسيقية الوطنية عموم الأساتذة وأطر الدعم إلى الإنحراط في إضراب وطني عن العمل من 22 إلى 25 أبريل  وإضراب اخر من 9 إلى 14 ماي،  مع النزول إلى الشارع أيام الإضراب في مسيرات ووقفات احتجاجية ضد مخطط التعاقد وللمطالبة بالإدماج في أسلاك الوظيفة العمومية وتنديدا باستشهاد عبد الله حجيلي واستمرار مسلسل المحاكمات ضد الأساتذة.    

وبالتزامن مع اليوم الأممي للعمال الذي يصادف فاتح ماي من كل سنة، أصدرت التنسيقية الوطنية للأساتذة الذين فرض عليهم التعاقد بيانا مطولا، أكدت فيه على مطالب المدرسين المشتغلين بنظام التعاقد المتمثلة في إسقاط مخطط التعاقد والإدماج في أسلاك الوظيفة العمومية،  وانتقد البيان الأوضاع الحقوقية بالمغرب والهجوم على حرية التجمع والاحتجاج  كما طالب بوقف المحاكمات الصورية في حق الأساتذة وإطلاق سراح جميع المعتقلين السياسيين. ووجه كذلك نقدا لاذعا للقيادات النقابية ودعاها لتحمل مسؤوليتها التاريخية في الدفاع عن المدرسة والوظيفة العموميتين،  كما استنكر البيان السرقات من أجور الأساتذة على خلفية نضالهم، والزيادات في أسعار المواد الأساسية.
- بيان التنسيقية الوطنية للأساتذة الذين فرض عليهم التعاقد فاتح ماي 2022 بمناسبة اليوم الأممي للطبقة العاملة

شهدت مدن أكادير وبني ملال ومراكش ووجدة والحسيمة والرباط يوم 10 ماي 2022 مسيرات كبرى للأساتذة وأطر الدعم  تزامنا مع محاكمة 15 أستاذا أمام محكمة الاستئناف بتهم جنائية وصفتها التنسيقية بالصورية. وفي فاتح يونيو تم الإعلان عن إضراب وطني تزامنا مع محاكمات صورية في حق مجموعة من الأساتذة، وموازاة مع الإضراب، تم تنظيم وقفات احتجاجية أمام المحاكم بعدد من مدن المغرب. استهلت التنسيقية الوطنية العطلة الصيفية باحتجاجات أيام 1 و 2 و 3 يوليوز تحت شعار «رفضنا الجماعي للنظام الأساسي الجديد»، حيث نظمت عددا من الإحتجاجات بمناطق مختلفة من البلد،  وفي يوم 3 غشت دعت التنسيقية إلى مسيريتين بكل من طنجة واسفي احتجاجا على استمرار الدولة في اعتماد مخطط التعاقد وتنديدا باستمرار السرقات من رواتب الأساتذة وترسيب عدد من الأساتذة المتدربين بمدينة آسفي. 
مع بدء الموسم الدراسي الجديد، انطلقت محاكمة مجموعة من الأساتذة وأطر الدعم بالمجكمة الإبتدائية ومحكمة الإستئناف بمدينة الرباط، ما جعل التنسيقية الوطنية تعلن عن اضراب عام عن العمل يوم 26 شتنبر و 25 نونبر تنديدا بهذه المحاكمات الصورية.  كما أعلنت التنسيقية الوطنية عن برنامج نضالي تصعيدي يشمل مسيرتين بكل من مدينة مراكش وفاس يوم 5 دجنبر، ومقاطعة عدد من المهام. كما جدد التنسيقية الوطنية للأساتذة وأطر الدعم الذين فرض عليهم التعاقد رفضها القاطع للنظام الأساسي الجديد الذي تعده الوزارة باعتباره لا يستجيب للملف المطلبي للشغيلة التعليمية. 

### شهر المحاكمات والإدانات للأساتذة
في يوم 8 دجنبر، أصدر المجلس الوطني بيانه الختامي الذي تضمن نقدا لوضع قطاع التعليم واستنكارا لواقع التضييق على الحريات السياسية والنقابية والإعتقالات والمحاكمات الماراطونية التي طالت عددا من الأساتذة وأطر الدعم، كما تضمن الإعلان عن مجموعة من الأشكال النضالية طوال شهر دجنبر.
عرض ما مجموعه 70 أساتذا وإطار دعم أمام المحاكم أيام 14 و19 و26 دجنبر و6 يناير 2023. وتم النطق بالأحكام في حق 40 أستاذا، حيت أصدرت محكمة الرباط قرارا بالحفاظ على الأحكام الإبتدائية في شهرين موقوفة التنفيذ، والرفع من الغرامة المالية من 5000 إلى 7000 درهم مغربي (حوالي 700 دولار).     وقد نددت التنسيقية الوطنية بهذه الأحكام الصورية وأعلنت أنها ستستمر في النضال حتى إطلاق سراحهم وإدماج كافة الأساتذة في الوظيفة العمومية.   شهد شهر دجنبر كذلك توحيدا للبرامج النضالية بين عدد من التنسيقيات في قطاع التعليم، وأعلنوا عن إضراب وحدوي يومي 2 و 3 يناير 2023، وعن مقاطعة عدد من المهام من بينها تسليم النقط. 

## احتجاجات سنة 2023

### اتفاق 14 يناير
مع بداية العام الجديد، بلغ الإحتقان داخل الساحة التعليمية بالمغرب أشده، بعد انخراط 5 تنسيقيات كبرى في أشكال نضالية موحدة، واتساع رقعة المقاطعين لتسليم النقط. وفي يوم 14 يناير أعلنت وزارة التربية والتعليم المغربية عن التوصل إلى اتفاق بينها وبين النقابات التعليمية الأكثر تمثيلية في القطاع، ويقضي هذا الإتفاق بإلغاء الأنظمة الأساسية التي كانت تسري على الأساتذة وأطر الدعم الذين فرض عليهم التعاقد، وتوحيد جميع موظفي قطاع التربية والتكوين في نظام واحد.   
خلف هذا الإتفاق ردود فعل متباينة داخل الأوساط التعليمية، فرغم موافقة أغلب النقابات عليه، ارتفعت أصوات معارضة وكان أبرزها بيان التنسيقية الوطنية للأساتذة وأطر الدعم الذين فرض عليهم التعاقد يوم 16 يناير 2023 الذي اعتبر أن هذا الإتفاق مرفوض قطعا، وأن التوقيع عليه من قبل النقابات التعليمية "مساومة رخيصة بتضحيات الشغيلة التعليمية"، كما أشار ذات البيان إلى أن مضامين هذا الإتفاق هي نفسها التي "رفضتها البيروقراطيات النقابية في حوار نونبر 2019 وحوار 12 فبراير 2020" مؤكدا على استمرار النضال حتى إسقاط مخطط التعاقد وإدماج الأساتذة وأطر الدعم في أسلاك الوظيفة العمومية.  
كما وصف عدد من الفاعلين التربويين هذا الإتفاق على أنه يكرس نظام التعاقد وأنه ينزل مفاهيم مقاولاتية على الوظيفة العمومية .